# Daphnella jucunda
Daphnella jucunda é uma espécie de gastrópode do gênero Daphnella, pertencente à família Raphitomidae.